# 宮川毅
宮川 毅（みやかわ つよし、1925年4月27日 - 2000年8月6日）は、日本のジャーナリスト、翻訳家。

## 生涯
米国生まれ。東京大学文学部卒業、共同通信社に入り論説委員、1964年東京オリンピック、1972年札幌オリンピック組織委員会の海外担当、国際オリンピック委員会五輪オーダー（功労章）受章。日本オリンピック委員会常任委員。国際オリンピック委員会報道委員。スポーツ関係の翻訳も多い。1995年、勲四等旭日小綬章受章。
2000年8月6日、肺血栓のため死去。

## 翻訳
- ドーン・フレーザーの告白 オリンピック・チャンピオン行状記 （ベースボール・マガジン社（スポーツ新書） 1965年）
- 私は日本が忘れられない （ベラ・チャスラフスカ イルジー・ムク編著 ベースボール・マガジン社（スポーツ新書） 1965年）
- ケネディとともに12年 （エベリン・リンカーン 倉田保雄共訳 恒文社 1966年）
- 愛の自叙伝 （エリザベス・テーラー 恒文社 1966年）
- ケレンスキー回顧録 （アレクサンドル・ケレンスキー 倉田保雄共訳 恒文社 1967年） 改題「ロシアと歴史の転換点」
- ある大統領の死 （ウィリアム・マンチェスター 恒文社 1967年）
- ジョンソン七つの神話 （ロバート・シェリル 大塚喬重共訳 朝日新聞社 1968年）
- 自伝的中国現代史 2 （ハン・スーイン 青木栄一、高橋正共訳 春秋社 1971年）
- キリーのスキー （J.クロード・キリー ベースボール・マガジン社 1971年）
- 近代オリンピックの遺産 （アベリー・ブランデージ ベースボール・マガジン社 1972年）
- ライキの水球 技術・戦術・トレーニング （ベラ・ライキ ベースボール・マガジン社 1973年）
- シェーン・グールドの泳法 （シャーリー・グールド ベースボール・マガジン社 1973年）
- テッド・ウィリアムズ自伝 大打者の栄光と生活 （ベースボール・マガジン社 1973年）
- ベーブ・ルース自伝 不滅の七一四本塁打への道 （ベースボール・マガジン社 1973年）
- ゴルフ100を割るテクニック （ミッキー・ライト ベースボール・マガジン社 1973年）
- 人口爆弾 （ポール・R.エーリック 河出書房新社 1974年）
- 近代オリンピックの遺産 （アベリー・ブランデージ ベースボール・マガジン社 1974年）
- ジョン・マグロー伝 近代野球の開拓者 （ジョゼフ・ダーソー ベースボール・マガジン社 1974年）
- ジャッキー・ロビンソン自伝 黒人初の大リーガー （ベースボール・マガジン社 1974年）
- 女性ゴルフ教室 （シャロン・モーラン 二瓶綾子共訳 ベースボール・マガジン社 1974年）
- 女性のためのゴルフ （ジョン・コイン編 ベースボール・マガジン社 1974年）
- ファミリー・ボウリング （ジョージ・サリバン ベースボール・マガジン社 1974年）
- 近代五種競技入門 （ヘゲデュス・フリジス ベースボール・マガジン社 1975年）
- テニス打球法 （ウィリアム・F.タルバード、ブルース・S.オールド 佐治準治共訳 ベースボール・マガジン社 1975年）
- 英雄ベーブ・ルースの内幕 （ロバート・クリーマー 恒文社 1975年）
- グランド・スラムへの道 ロッド・レーバー自伝 （ベースボール・マガジン社 1975年）
- モハメド・アリ フォーク・ヒーロー （バッド・シュルバーグ ベースボール・マガジン社 1975年）
- 大リーグ不滅の名勝負 （ベン・オーラン ベースボール・マガジン社 1975年）
- ボギー・ゴルフを馬鹿にするな （B.スワーブリック ベースボール・マガジン社 1975年）
- ミッキー・マントル自伝 大リーガーへの道 （ロバート・スミス共著 ベースボール・マガジン社 1976年）
- トドル・ジフコフ ブルガリアを率いるジフコフ第2演説集 （恒文社 1976年）
- ゴンザレスの楽しいテニス 30代・40代・50代のプレーヤーに贈る。 （パンチョ・ゴンザレス、ジェフリー・ベアストー ベースボール・マガジン社 1977年6月）
- レオ・ドローチャー自伝 お人好しで野球に勝てるか! （エド・リン共著 ベースボール・マガジン社 1977年10月）
- マーク・スピッツの現代アメリカ泳法 （アラン・ルモンド共著 ベースボール・マガジン社 1977年7月）
- ルー・ゲーリッグ伝 ゲーリッグと私 （エレノア・ゲーリッグ、ジョセフ・ダーソー ベースボール・マガジン社 1978年4月）
- ルー・ブロック自伝 セントルイスの黒い疾風 （フランツ・シュルツ共著 ベースボール・マガジン社 1978年4月）
- ケーシー・ステンゲル伝 偉大なる大リーガーの伝説 （ジョゼフ・ダーソー ベースボール・マガジン社 1978年12月）
- スポーツの危機 どこが間違っているか （ジェームズ・A・ミッチェナー サイマル出版会 1978年）
- オリンピックの内幕 聖火は永遠か （ジェフリー・ミラー サイマル出版会 1980年）
- 世界のテニス その起源と発展 （ウィル・グリムスリー ベースボール・マガジン社 1982年6月）
- オリンピック激動の歳月 キラニン前IOC会長による五輪回想録 （ベースボール・マガジン社 1983年11月）
- チャナディのサッカー （アルパド・チャナディ ベースボール・マガジン社 1984年4月）
- 大リーガーの愛と孤高 ジョー・ディマジオとマリリン・モンロー （ジョセフ・ダーソー ベースボール・マガジン社 1997年5月）
- ディエゴ・マラドーナの真実 （ジミー・バーンズ ベースボール・マガジン社 1997年11月）
- ベン・ホーガン 死の淵から蘇った男 （カート・サンプソン ベースボール・マガジン社 1998年7月）

## 参考
- 訳書記載の紹介文